# Hypocrisy Destroys Wacken
Hypocrisy Destroys Wacken – album zespołu Hypocrisy, na którym znajduje się nagranie z koncertu, który odbył się 8 sierpnia 1998 na festiwalu Wacken Open Air. Na płycie znajdują się również 4 nowe piosenki. Album wydany w 1999.

## Lista utworów
1. "Roswell-47" – 4:13
2. "Inseminated adoption" – 4:22
3. "A coming race" – 4:57
4. "Apocalypse" – 5:29
5. "Osculum Obscenum" – 4:58
6. "Buried" – 2:49
7. "Left to rot" – 3:52
8. "The fourth dimension" – 5:07
9. "Pleasure of molestation" – 4:50
10. "Killing art" – 2:48
11. "The final chapter" – 5:19
12. "Time Warp" – 3:58
13. "Til the end" – 5:44
14. "Fuck U" – 3:46
15. "Beginning of the end" – 2:54

## Twórcy
- Peter Tägtgren – wokal, gitara elektryczna
- Mikael Hedlund – gitara basowa
- Lars Szöke – perkusja
- Matthias Kamijo – gitara elektryczna